# Quần đảo Turks và Caicos
Quần đảo Turks và Caicos (viết tắt: TCI; /ˈtɜːrks/ và /ˈkeɪkəs, -koʊs, -kɒs/) là một lãnh thổ hải ngoại thuộc Anh bao gồm nhóm đảo lớn là Caicos và nhóm đảo nhỏ là Turks, hai quần đảo nhiệt đới nằm trong Quần đảo Lucayan của Đại Tây Dương và phía bắc Tây Ấn. Quần đảo này được biết đến chủ yếu nhờ du lịch và vai trò là một trung tâm tài chính ngoài khơi. Dân số thường trú năm 2023 được The World Factbook ước tính là 59.367 người, đứng thứ ba trong số các lãnh thổ hải ngoại Anh theo dân số. Tuy nhiên, theo ước tính của Cục Thống kê năm 2022, dân số chỉ là 47.720 người.

## Địa lí
Quần đảo Turks và Caicos thuộc Thái Bình Dương và nằm trên khu vực Vùng Caribe

### Lịch sử
- Turks and Caicos History
- WorldStatesmen- Turks and Caicos Islands
- History of the Turks And Caicos Islands Lưu trữ ngày 24 tháng 6 năm 2008 tại Wayback Machine
- Turks and Caicos Islands Timeline of Significant Historical Events Lưu trữ ngày 25 tháng 7 năm 2008 tại Wayback Machine

### Mối quan hệ với Canada
- CBC News Backgrounder - Canada and the Turks and Caicos